# Malacosoma neustria
Malacosoma neustria là một loài bướm đêm sinh sống ở trung bộ châu Âu và nam nước Anh. Sâu bướm loài này nổi bật với màu sáng và lều tơ của chúng để điều chỉnh nhiệt độ của chúng. Sâu bướm malacosoma neustria có màu nâu với các sọc màu xanh, cam và trắng. Con trưởng thành có màu nâu khá đồng đều. Ấu trùng chủ yếu ăn cây và bụi cây từ lều tơ của chúng.

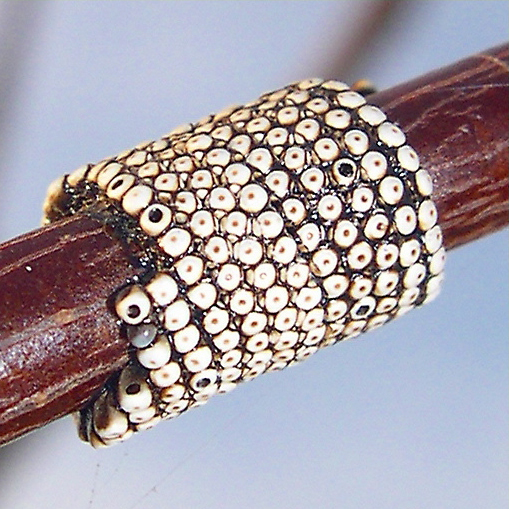
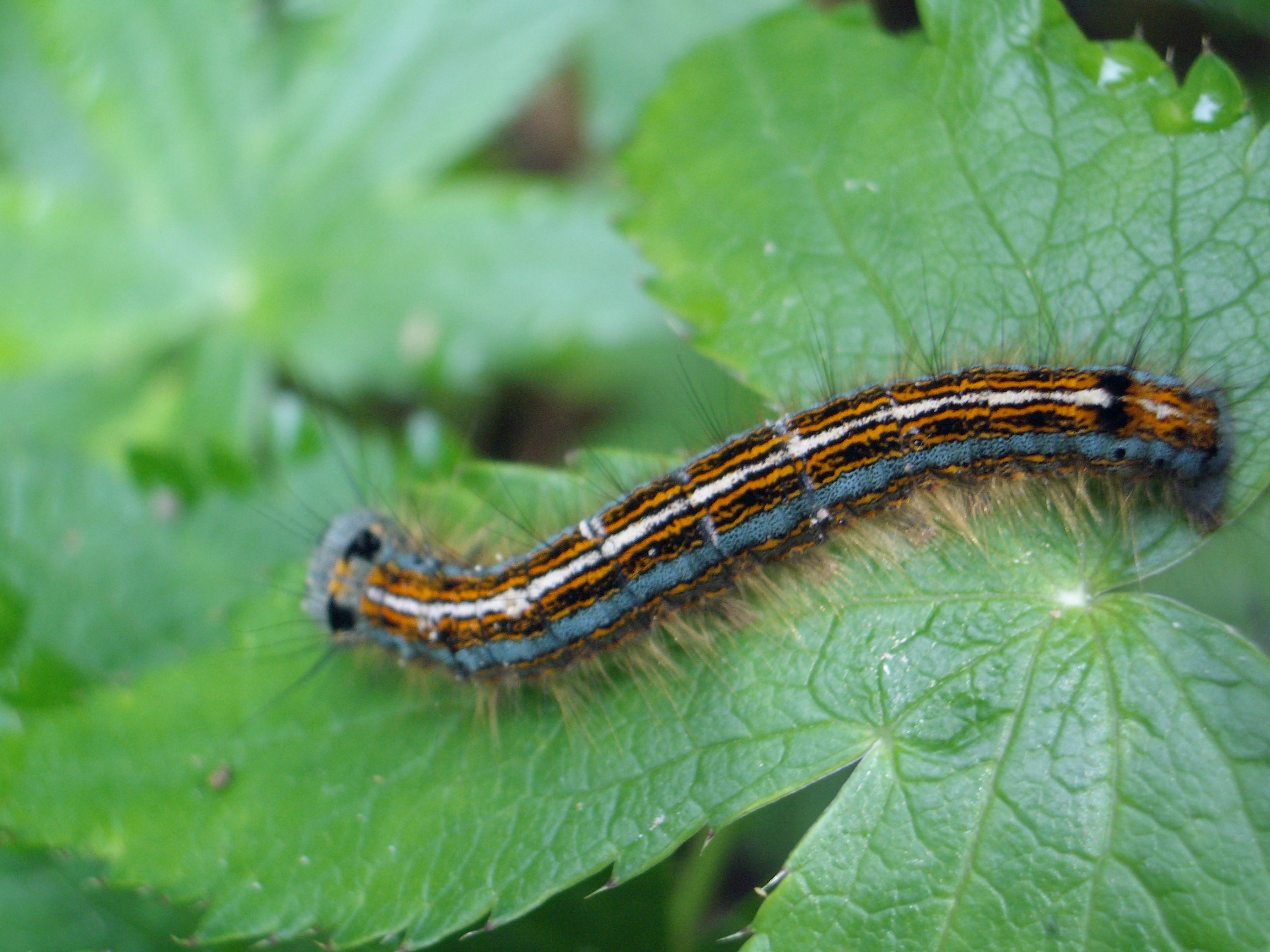
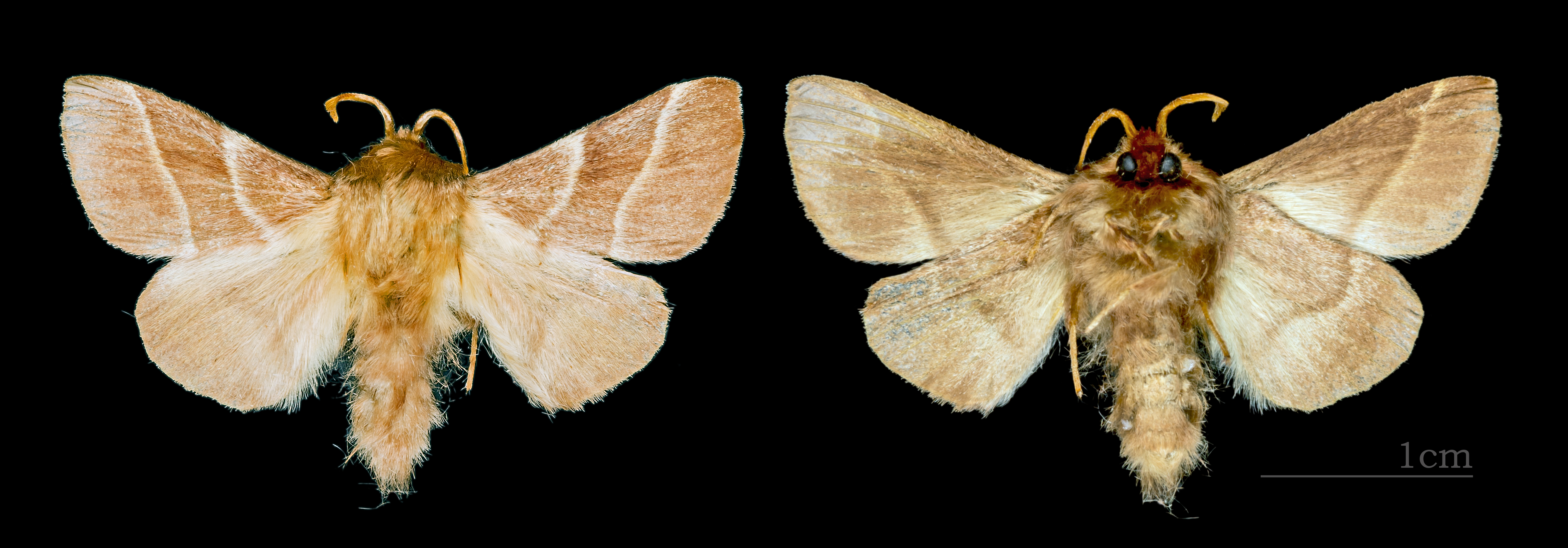
♂
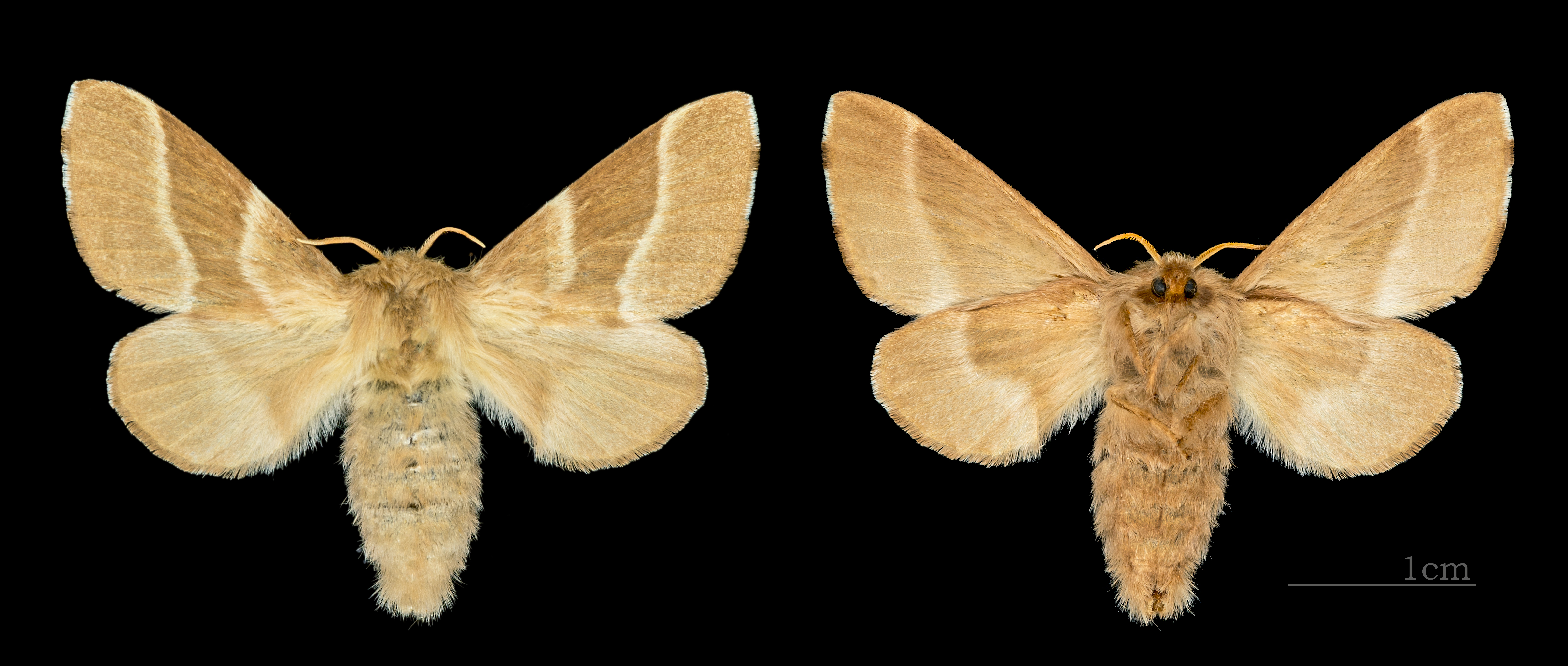
♀